# Gran Premio Ciudad de Camaiore
El Gran Premio Ciudad de Camaiore es una carrera ciclista italiana disputada en Camaiore, en la provincia de Lucca, en la Toscana.
Creada en 1949, fue carrera amateur hasta 1965. En 1983 y 1990, fue el Campeonato de Italia de Ciclismo en Ruta, ganándolo respectivamente Moreno Argentin y Giorgio Furlan. Desde la creación de los Circuitos Continentales UCI en 2005 forma parte del UCI Europe Tour, dentro de la categoría 1.1.

## Palmarés
| Año                       | Ganador                 | Segundo                  | Tercero                  |
| ------------------------- | ----------------------- | ------------------------ | ------------------------ |
| 1949                      | Luigi Massei            | Orlando Olivieri         | Amedeo Paolinetti        |
| 1950                      | Armando Fioriti         | Waldemaro Bartolozzi     | Vasco Bendinelli         |
| 1951                      | Mauro Gianneschi        | Lino Ciocchetta          | Gino Cartacci            |
| 1952                      | Luciano Ciancola        | Mario Ciabatti           | Gastone Nencini          |
| 1953                      | Gastone Nencini         | Roberto Falaschi         | Mauro Gianneschi         |
| 1954                      | Sante Ranucci           | Flaminio Giusti          | Adriano Benedettini      |
| 1955                      | Dante Orlandi           | Quinto Furlani           | Paolo Guazzini           |
| 1956                      | Nello Velucchi          | Secondo Finessi          | Diego Ronchini           |
| 1957                      | Mario Bampi             | Livio Trapè              | Giuliano Natucci         |
| 1958                      | Silvano Simonetti       | Romano Rossi             | Giuseppe Pardini         |
| 1959                      | Alcide Cerato           | Emilio Giriboni          | Pietro Susta             |
| 1960                      | Baldissera Veleda       | Olimpio Paolinelli       | Giovanni Sensi           |
| 1961                      | Rolando Picchiotti      | Gianfranco Gallon        | Franco Bitossi           |
| 1962                      | Roberto Nencioli        | Antonio Paolo Albonetti  | Danilo Ferrari           |
| 1963                      | Roberto Nencioli        | Flaviano Vicentini       | Franco Lotti             |
| 1964                      | Mario Anni              | Aldo Balasso             | Vittorio Bartali         |
| 1965                      | Battista Monti          | Antonio Paolo Albonetti  | Pietro Guerra            |
| 1966                      | Bruno Mealli            | Marino Vigna             | Luciano Armani           |
| 1967                      | Luciano Dalla Bona      | Tomaso De Pra            | Roberto Ballini          |
| 1968                      | Giampiero Macchi        | Roberto Ballini          | Pietro Campagnari        |
| 1969                      | Enrico Paolini          | Alberto Della Torre      | Julien Van Lint          |
| 1970                      | Mauro Simonetti         | Ugo Colombo              | Adriano Passuello        |
| 1971                      | Eddy Merckx             | Felice Gimondi           | Enrico Paolini           |
| 1972                      | Roger de Vlaeminck      | Wilmo Francioni          | Wladimiro Panizza        |
| 1973                      | Martín Emilio Rodríguez | Italo Zilioli            | Roger Swerts             |
| 1974                      | Giacinto Santambrogio   | Sigfrido Fontanelli      | Roberto Poggiali         |
| 1975                      | Francesco Moser         | Donato Giuliani          | Davide Boifava           |
| 1976                      | Walter Riccomi          | Gary Clively             | Arnaldo Caverzasi        |
| 1977                      | Franco Bitossi          | Valerio Lualdi           | Alfio Vandi              |
| 1978 edición no realizada |                         |                          |                          |
| 1979                      | Giuseppe Saronni        | Phil Edwards             | Pierino Gavazzi          |
| 1980                      | Silvano Contini         | Pierino Gavazzi          | Carmelo Barone           |
| 1981                      | Giuseppe Saronni        | Giovanni Mantovani       | Simone Fraccaro          |
| 1982                      | Jean Marie Wampers      | Sergio Santimaria        | Gianbattista Baronchelli |
| 1983                      | Moreno Argentin         | Giovanni Battaglin       | Alessandro Paganessi     |
| 1984                      | Roberto Ceruti          | Francesco Moser          | Pierino Gavazzi          |
| 1985                      | Alberto Volpi           | Marino Amadori           | Stefano Colagè           |
| 1986                      | Claudio Corti           | Fabrizio Vannucci        | Gianni Bugno             |
| 1987                      | Gianni Bugno            | Jesper Worre             | Claudio Savini           |
| 1988                      | Rolf Sørensen           | Gianbattista Baronchelli | Stefano Tomasini         |
| 1989                      | Franco Ballerini        | Maurizio Fondriest       | Rodolfo Massi            |
| 1990                      | Giorgio Furlan          | Roberto Pelliconi        | Flavio Giupponi          |
| 1991                      | Gianni Faresin          | Bruno Leali              | Ivan Gotti               |
| 1992                      | Davide Cassani          | Gianni Faresin           | Marco Lietti             |
| 1993                      | Massimo Podenzana       | Giancarlo Perini         | Fabio Roscioli           |
| 1994                      | Gianluca Bortolami      | Massimo Ghirotto         | Gianni Faresin           |
| 1995                      | Luca Scinto             | Francesco Casagrande     | Massimo Podenzana        |
| 1996                      | Alberto Elli            | Paolo Fornaciari         | Alessandro Baronti       |
| 1997                      | Alexandr Gonchenkov     | Maximilian Sciandri      | Viacheslav Dzhavanián    |
| 1998                      | Andrea Tafi             | Massimo Podenzana        | Alessio Galletti         |
| 1999                      | Massimo Donati          | Francesco Casagrande     | Luca Belluomini          |
| 2000                      | Wladimir Belli          | Michele Bartoli          | Francesco Casagrande     |
| 2001                      | Michele Bartoli         | Ivailo Gabrovski         | Gianni Faresin           |
| 2002                      | Davide Rebellin         | Gabriele Missaglia       | Francesco Casagrande     |
| 2003                      | Marco Serpellini        | Danilo Di Luca           | Luca Mazzanti            |
| 2004                      | Paolo Bettini           | Danilo Di Luca           | Luca Paolini             |
| 2005                      | Maxim Iglinskiy         | Franco Pellizotti        | Rinaldo Nocentini        |
| 2006                      | Luca Paolini            | Ruslan Pidhorny          | Mirko Celestino          |
| 2007                      | Fortunato Baliani       | Gabriele Bosisio         | Kanstantsín Siutsou      |
| 2008                      | Leonardo Bertagnolli    | Vasil Kiryienka          | Maurizio Biondo          |
| 2009                      | Vincenzo Nibali         | Leonardo Bertagnolli     | Massimo Giunti           |
| 2010                      | Kristjan Koren          | Giovanni Visconti        | Francesco Ginanni        |
| 2011                      | Fabio Taborre           | Simone Stortoni          | Davide Rebellin          |
| 2012                      | Esteban Chaves          | Serguéi Chernetski       | Franco Pellizotti        |
| 2013                      | Peter Sagan             | Diego Ulissi             | Rinaldo Nocentini        |
| 2014                      | Diego Ulissi            | Matteo Montaguti         | Julián Arredondo         |

Notas:
- Las ediciones 1983 y 1990 fueron también usadas como prueba del Campeonato de Italia de Ciclismo en Ruta de esos años
- El ganador de la edición 2008 y segundo en la edición 2009 fue el ciclista italiano Leonardo Bertagnolli, pero este fue sancionado en 2014 por anomalías encontradas en su pasaporte biológico y fue despojado de todos los resultados obtenidos entre 2003 y 2011.[3]

## Palmarés por países
| País       | Victorias |
| ---------- | --------- |
| Italia     | 56        |
| Bélgica    | 3         |
| Colombia   | 2         |
| Dinamarca  | 1         |
| Rusia      | 1         |
| Kazajistán | 1         |
| Eslovenia  | 1         |
| Eslovaquia | 1         |